# Gerbillus brockmani
Gerbillus brockmani es una especie de roedor de la familia Muridae.

## Distribución geográfica
Se encuentra principalmente en Somalia.